# عصية زوجية مخمرة
عصية زوجية مخمرة (الاسم العلمي: Dyadobacter fermentans) هي نوع من البكتيريا، سلبية الغرام، تتبع جنس عصية زوجية.